# کریچرز
کریچرز (انگلیسی: Creatures) یک شرکت بازی ویدئویی ژاپنی وابسته به گیم فریک است، که در سال ۱۹۸۹ تأسیس شد. این شرکت توسط تسونکازو ایشیگورو، ساتوشی تاجیری و کن سوگیموری، نوابغ صنعت بازی‌های ویدئویی تأسیس شده و در زمینهٔ توسعهٔ بازی‌های ویدئویی فعالیت می‌کند. این شرکت یک توسعه‌دهنده بازی‌های ویدئویی است و معمولا بازی‌هایی در ژانر نقش‌آفرینی فعالیت می‌کند.
از جمله بازی‌های مشهور این شرکت می‌توان به سری بازی‌های پوکمون اشاره کرد که توسط این شرکت توسعه داده شده و به یکی از موفق‌ترین سری بازی‌های ویدئویی در جهان تبدیل شده است. همچنین این شرکت در ساخت سری بازی های برادران سوپرش اسمش نیز دست داشته است. در طول سال‌ها، کریچرز در همکاری با شرکت‌هایی مانند نینتندو و جی‌ان‌جی نیز فعالیت کرده است. 
این شرکت امروزه توسط یوجی کیتانو مدیریت می‌شود؛ و از افراد کلیدی مانند شیگه‌ساتو ایتوی، یو مقاله‌نویس و بازیساز ژاپنی و هیروکازو هیپ تاناکا که قبلاً به خاطر تهیه و آهنگسازی موسیقی های مختلف معروف بود، برای اداره خود استفاده می‌کند. دفتر مرکزی این شرکت در منطقه چیودا، واقع در شهر توکیو در مجاورت ایستگاه ایچیگایا قرار دارد.

## تاریخچه

### 1989-1995:
Ape Inc در مارس 1989 با Shigesato Itoi به عنوان مدیر اجرایی (مدیر عامل) تاسیس شد . هیروشی یامائوچی ، رئیس نینتندو قصد داشت از استعدادهای جدید در طراحی بازی حمایت کند. او با علاقه به کار Itoi، ایده این شرکت را به Itoi پیشنهاد کرد و روی آن سرمایه گذاری کرد. کارکنان Ape شامل Tsunekazu Ishihara ، که بعدها رئیس شرکت Pokémon شد ، و Ashura Benimaru Itoh، یک تصویرگر مشهور بودند. آنها شروع به کار روی Mother کردند که در 27 ژوئیه 1989 منتشر شد. موسیقی آن توسط هیروکازو تاناکا ساخته شد که بعدها دومین مدیر عامل Creatures شد.  تیم به توسعه Mother 2 ادامه داد، که در دنیای غرب به عنوان EarthBound شناخته می شود . هنگامی که توسعه این بازی شروع به تزلزل کرد، Satoru Iwata از آزمایشگاه HAL برای کمک به پروژه وارد شد. این بازی در 27 آگوست 1994 در ژاپن منتشر شد. فعالیت های توسعه بازی Ape در سال 1995 متوقف شد. Ape همچنین با همکاری Nintendo و Shogakukan خطی از کتاب های راهنمای رسمی برای نینتندو تولید کرد . آنها با دایره المعارف مادر در اکتبر 1989 شروع شدند و با کتاب راهنمای رسمی نینتندو - هیولاهای جیبی: قرمز، سبز، آبی (سازگاری کامل، نسخه اصلاح شده) در 10 ژانویه 1997 به پایان رسید. شوگاکوکان نقش Ape را بر عهده گرفت و همچنان به تولید کتاب های راهنمای رسمی نینتندو ادامه می دهد.